# One of the Boys (sång)
Ej att förväxla med Mott the Hooples sång från 1972.
"One of the Boys" är en sång av Katy Perry, som är titelsång på albumet One of the Boys från 2008. Låten handlar om att hon tycker att den hon är kär i behandlar henne som en kompis.